# Ratpenat de dits llargs gros
El ratpenat de dits llargs gros (Miniopterus inflatus) és una espècie de ratpenat africà de la família dels minioptèrids. Viu al Camerun, la República Centreafricana, la República Democràtica del Congo, Guinea Equatorial, Etiòpia, el Gabon, Guinea, Kenya, Libèria, Moçambic, Namíbia, Tanzània, Uganda i Zimbàbue. Un article publicat el 2020 suggerí que M. inflatus podia ser un tàxon parafilètic compost de dues espècies diferents, però els autors no arribaren a descriure la hipotètica segona espècie.